# (29569) 1998 FA23
A (29569) 1998 FA23 a Naprendszer kisbolygóövében található aszteroida. A LINEAR projekt keretében fedezték fel 1998. március 20-án.